# The Mob Rules
The Mob Rules è un brano del gruppo heavy metal britannico Black Sabbath, pubblicato per la prima volta nel Regno Unito nel 1981 come singolo dell'album Mob Rules, il loro secondo album con il cantante americano Ronnie James Dio.
Il brano, scritto dal cantante Ronnie James Dio, dal chitarrista Tony Iommi e dal bassista Geezer Butler, è uscito come primo singolo dell'album.

## Il brano
Durante l'Heaven And Hell World Tour il gruppo perse il secondo dei membri originali, il batterista Bill Ward, per ragioni di salute e motivi personali (Ward aveva perso in un breve periodo di tempo entrambi i genitori, inoltre cominciava a mostrare evidenti problemi legati al consumo di alcool). Per sostituirlo fu scelto Vinnie Appice e il gruppo poté riprendere il Tour.
The Mob Rules fu il primo pezzo composto e registrato dal gruppo nella sua nuova formazione, per far parte della colonna sonora del film Heavy Metal. Il brano fu poi riregistrato per l'inclusione nell'album, e cominciò a far parte del repertorio dal vivo del gruppo.

## Tracce del singolo
Il singolo pubblicato per il mercato britannico contiene le seguenti tracce:
- A. "The Mob Rules"
- B. "Die Young" (live)[4]

## Cover
Del brano sono state realizzate numerose cover, tra cui:
- Gli americani Fozzy sul loro album Happenstance del 2002.
- Gli americani Iced Earth sulla versione iTunesdel loro album Dystopia del 2011.
- Gli americani Benedictum nel loro album d'esordio Uncreation del 2006.
- I norvegesi Jorn sul loro album Bring Heavy Rock to the Land del 2012.
- Gli americani Adrenaline Mob sul loro EP Covertà del 2013.

## Negli altri media
- Il brano appare, in una versione diversa, nel film del 1981 Heavy Metal.
- Nel 2009 il brano venne usato nel primo trailer del videogioco Brütal Legend.
- Sebbene non compaia nei crediti, un MIDI del brano compare nelle versioni di Spider-Man and Venom: Maximum Carnage per SNES e Sega Mega Drive [5].

## Formazione
- Ronnie James Dio - voce
- Tony Iommi - chitarra
- Geezer Butler - basso
- Vinnie Appice - batteria
- Geoff Nicholls - Tastiere